# 에스프리 조제프 앙투안 블랑샤르
에스프리 조제프 앙투안 블랑샤르(프랑스어: Esprit-Joseph-Antoine Blanchard, 1696년 2월 29일 ~ 1770년 4월 19일)은 프랑스의 바로크 시대 작곡가이다. 18세기 프랑스의 대표적인 종교 음악 작곡가로 여겨진다.